# Kuivajõe
Kuivajõe är en by i Estland. Den ligger i Kose kommun och i landskapet Harjumaa, 40 km sydost om huvudstaden Tallinn. Antalet invånare var 92 år 2011.
Kuivajõe ligger 62 meter över havet och terrängen runt byn är mycket platt. Runt Kuivajõe är det glesbefolkat, med 14 invånare per kvadratkilometer. Närmaste större samhälle är Kose-Uuemõisa, 2,9 km norr om Kuivajõe. Omgivningarna runt Kuivajõe är en mosaik av jordbruksmark och naturlig växtlighet. Byn är belägen där riksväg 2 mellan Tallinn och Tartu korsar vattendraget Kuivajõgi.